# Eparmatostigma
Eparmatostigma  es un género monotípico con  una única especie de orquídeas epifitas. Eparmatostigma dives (Rchb.f.) Garay, es originaria de Indochina encontrándose en Laos y Vietnam.

## Taxonomía
Eparmatostigma dives fue descrita por (Rchb.f.) Garay y publicado en Botanical Museum Leaflets 23(4): 179. 1972.
Sinónimos
- Saccolabium dives Rchb.f., Gard. Chron., n.s., 4: 130 (1875). basónimo
- Saccolabium chrysoplectrum Guillaumin, Bull. Soc. Bot. France 77: 333 (1930).
- Saccolabium chrysoplectrum var. albiflorum Guillaumin, Bull. Mus. Natl. Hist. Nat., II, 36: 538 (1964).[1][n. 1]

## Nota
1. ↑  La bibliografía utilizada para definir el nombre correcto y los sinónimos está en el sitio de Royal Botanic Gardens, Kew, y es la siguiente:
  - Govaerts, R. (2003). World Checklist of Monocotyledons Database in ACCESS: 1-71827. The Board of Trustees of the Royal Botanic Gardens, Kew.

  - Schuiteman, A. & Bonnet, P. (2008). Eparmatostigma dives (Orchidaceae), a new generic record for Laos. Blumea 53: 341-344.